# マリア・ホセ・サエンス・デ・ブルアガ
マリア・ホセ・サエンス・デ・ブルアガ（スペイン語: María José Sáenz de Buruaga、1968年6月4日 - ）は、スペイン・サンタンデール県スアンセス出身の政治家。国民党(PP)所属。2023年からカンタブリア州首相を務めている。
2011年から2015年まで、カンタブリア州副首相とカンタブリア州保健・社会サービス大臣を務めた

## 経歴

### 青年時代
1968年にサンタンデール県スアンセスに生まれた。
1991年に国民党(PP)に入党し、1995年にスアンセス市議会議員に選出されると、1996年から2010年まで議会内会派代表を務めた。

### カンタブリア州議会議員
1999年にはカンタブリア州議会選挙で初当選し、2003年、2007年、2011年、2015年、2019年に州議会議員に再選された。2003年から2011年にはカンタブリア州議会の第二副議長を務めた。2011年のカンタブリア州議会選挙後に国民党がカンタブリア州政府の与党となると、ブルアガはイグナシオ・ディエゴ州首相の下で副首相兼保健・社会サービス大臣を務めた。2015年のカンタブリア州議会選挙後には国民党が野党に転落した。2017年には国民党カンタブリア州支部長に就任した。

### カンタブリア州首相
2023年5月のカンタブリア州議会選挙には国民党の筆頭候補（州首相候補）として臨み、国民党は6議席増の15議席を獲得して第1党となった。6月30日に行われた1回目の州首相指名投票では過半数を獲得できなかったが、7月3日に行われた2回目の州首相指名投票では単純多数決でブルアガが州首相に選出された。ブルアガは女性として初のカンタブリア州首相である。